# Городище (муниципальное образование Алапаевское)
Городи́ще — деревня в Алапаевском районе Свердловской области России, входящая в муниципальное образование Алапаевское. Входит в состав Останинского территориального управления.

## География
Деревня расположена на правом берегу реки Нейвы, в 18 километрах на северо-восток от города Алапаевска.

## Население
| 2002 | 2010 |
| ---- | ---- |
| 27   | ↗28  |